# 陸軍中野學校 密命
陸軍中野學校 密命（日语：*）是1967年6月17日公映的日本電影，此為『陸軍中野學校』系列的第四部。

## 演員表
- 椎名次郎：市川雷藏
- 高倉美鈴：高田美和
- 草薙中校：加東大介
- 淺井夫人：野際陽子
- 高倉秀英：山形勲
- 狩谷三吉：山下洵一郎
- 大庭次官：内田朝雄
- 特高課長：久米明
- 小柳：千波丈太郎
- 青年將校：五味龍太郎

## 製作人員
- 原作：畠山清行（『週間サンケイ』掲載・サンケイ新聞出版局刊『陸軍中野学校』より，弘文堂刊『謀略太平洋戦争』より）
- 企劃：關幸輔
- 導演：井上昭
- 編劇：舟橋和郎
- 美術：西岡善信
- 攝影：今井ひろし
- 音樂：齋藤一郎
- 照明：加藤博也
- 錄音：海原幸夫
- 副導演：國原俊明

## 外部連結
- 陸軍中野學校全系列 （页面存档备份，存于）（日語）
- 陸軍中野學校 密命 （页面存档备份，存于）（日語）